# Humains (film)
Pour les articles homonymes, voir Humains.
Pour plus de détails, voir Fiche technique et Distribution.
Humains est un film d'horreur franco-helvéto-luxembourgeois réalisé par Jacques-Olivier Molon et Pierre-Olivier Thévenin sorti en 2009.

## Synopsis

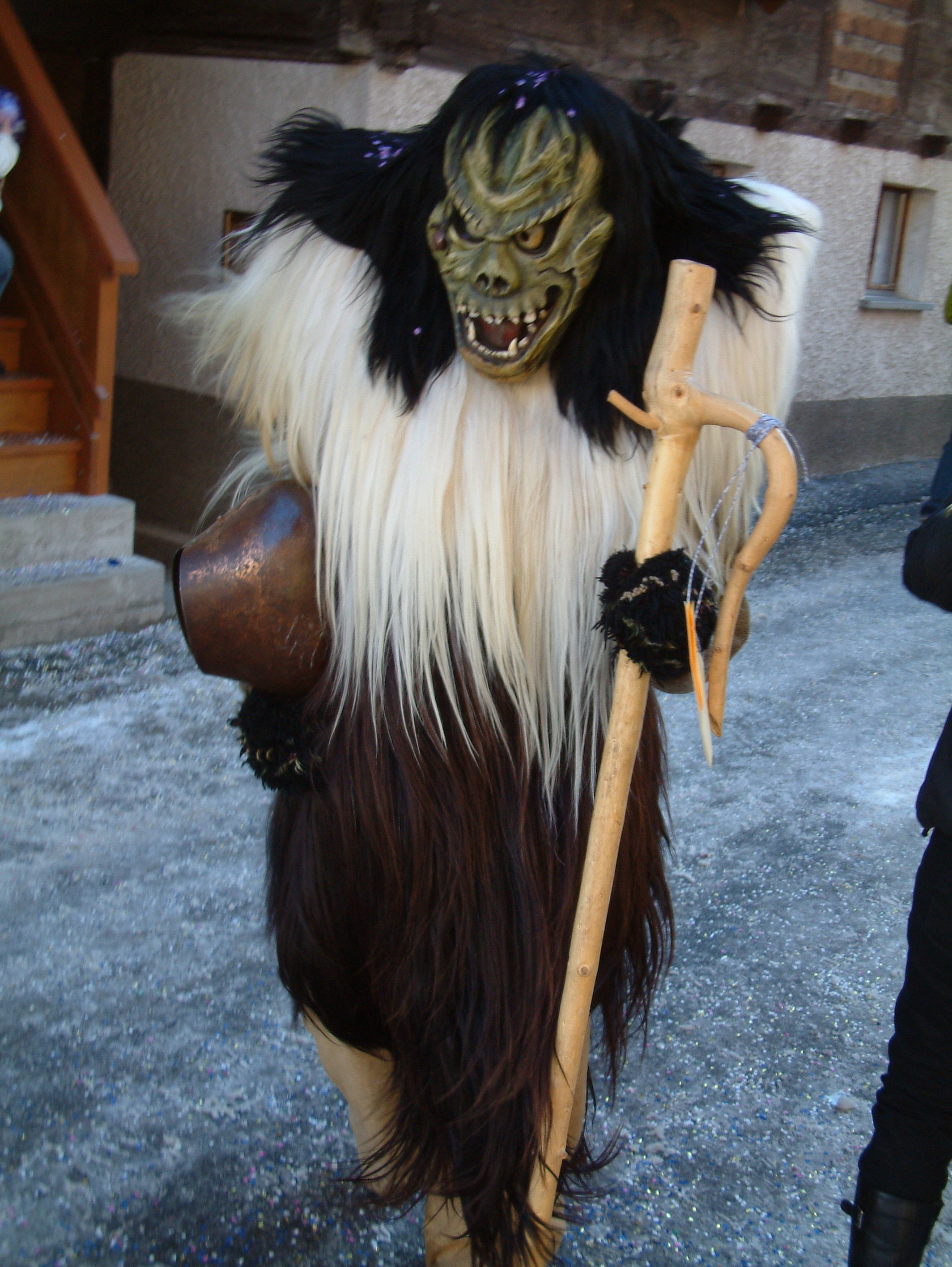
Tschäggättä

Le professeur Schneider convainc son fils Thomas et son étudiante Nadia de l'accompagner dans une expédition scientifique dans les Alpes suisses pour tenter d'y découvrir des restes d'homme de Néandertal en se fiant aux documents laissés par un scientifique soviétique mort à Stalingrad. Dans le train qui la conduit dans le Lötschental, Nadia fait la rencontre de Gildas, sa compagne Patricia et sa fille Élodie, une adolescente détestant sa belle-mère. Nadia lit un ouvrage volumineux consacré aux Tschäggättä, personnages monstrueux du Carnaval suisse. 
À la suite d'une panne de voiture, Gildas et sa famille sont recueillis dans le véhicule des scientifiques. Celui-ci quitte la route quand Thomas tente d'éviter ce qu'il prend pour un animal. La fourgonnette s’écrase dans un ravin et le professeur est tué. Le groupe de rescapés doit tenter de trouver un chemin pour rejoindre un village dans une contrée montagneuse isolée. Ils ne sont pas au bout de leurs difficultés, car bientôt ils constatent qu'ils sont observés et suivis. 
Ils découvrent que quelques Néandertaliens mâles ont survécu dans cette vallée reculée et qu'ils tentent de capturer vivantes les femmes du groupe pour assurer la survie de leur espèce. Ils sont aidés dans leur projet par les habitants de la vallée, désireux de les payer en retour de services rendus à leurs ancêtres. Seule Élodie va échapper au violent combat qui oppose le groupe aux Néandertaliens et à leurs complices locaux. Elle arrive à rejoindre un village où elle erre, hébétée, au milieu des Tschäggättä qui se déchaînent.

## Fiche technique
- Titre : Humains
- Titre de travail : Les Disparus de Lötschental
- Titre anglais festivalier : Humans
- Réalisation : Jacques-Olivier Molon, Pierre-Olivier Thévenin
- Scénario : Frédérique Henri et Silvan Boris Schmid, Dominique Néraud d'après leur histoire originale (avec la collaboration de Jean-Armand Bougrelle et Alberto Sciamma)
- Musique : Gast Waltzing
- Direction de la photo : Aleksander Kaufmann
- Son : Philippe Kohn, Philippe Heissler, Alek Goosse
- Décors : Christina Schaffer
- Cascades : Yoni Roch
- Montage : Manuel de Sousa
- Consultant scientifique : Michel Brunet
- Pays de production :  France,  Suisse,  Luxembourg
- Langue de tournage : français
- Producteurs : Franck Ribière, Vérane Frédiani
- Sociétés de production : La Fabrique 2 (France), Vega Film (Suisse), Iris Productions (Luxembourg), en association avec Cofinova 5
- Sociétés de distribution : La Fabrique de Films (France), Overlook Entertainment (étranger)
- Format : couleur — 1.85:1 — son Dolby SR SRD — 35 mm
- Genre : horreur, fantastique, thriller
- Durée : 75 minutes
- Date de sortie : France 22 avril 2009[1]
- Film interdit aux moins de 16 ans

## Distribution
- Dominique Pinon : Gildas
- Sara Forestier : Nadia
- Philippe Nahon : Schneider
- Lorànt Deutsch : Thomas
- Elise Otzenberger : Patricia
- Manon Tournier : Élodie
- Marc Olinger : Le bourgmestre

## Réception

### Fréquentation
Le film est sorti dans 116 salles mais n'a pas dépassé les 30 000 entrées lors de ses 5 premiers jours.

### Accueil critique
Le film a reçu un accueil très exécrable. D'après L'Express, le film compile « Scénario faible, répliques inutiles, effets désolants » et reste un « film de genre totalement raté ». Également selon filmsactu.com « Humains s'impose immédiatement comme un gentil nanar parfaitement inoffensif ». C'est le seul film à être chroniqué sur nanarland.com dès sa première semaine de diffusion.